# Wandspruch
Wandsprüche sind kurze Verse, die oft von einer dekorativen Verzierung umgeben oder in ein Bildmotiv hineingesetzt sind und an die Wand angebracht werden. 

## Religiöse Wandsprüche

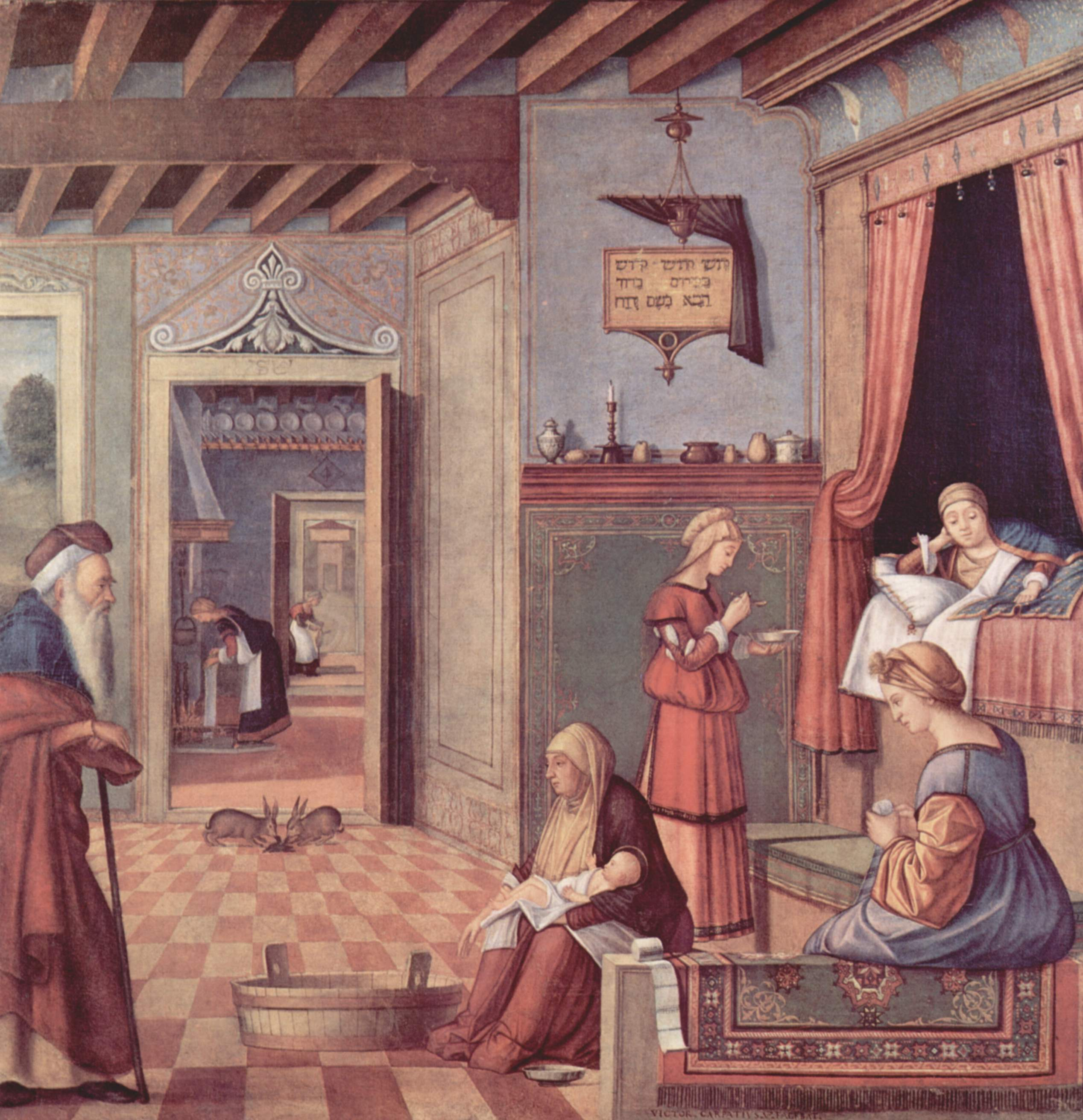
Vittore Carpaccio: Geburt Mariens: jüdischer Haushalt mit hebräischem Wandspruch

Während die Inschrift vorwiegend dokumentarisch-identifikatorischen Zwecken dient, versteht sich der Wandspruch eher programmatisch-appellativ und findet oft in monotheistischen Religionen seine Anwendung.
So dekorieren jüdische Gebäude ebenso wie islamische ihr Interieur mit religiösen Wandsprüchen und verzichten auf Wandbilder.
Die Ursprünge des Wandspruches liegen in der Auseinandersetzung dualistisch-religiöser Kreise um das Bild (siehe Ikonoklasmus). In der Reformationszeit kultivierte besonders die calvinistisch-reformierte Strömung in Ablehnung religiöser Bilder den Wandspruch.

## Wandsprüche in der populären Druckgrafik

Haussegen als Wandspruch, geprägte und gestanzte Chromolithografie (um 1890)

Wandsprüche waren von der zweiten Hälfte des 19. Jahrhunderts bis ins 20. Jahrhundert verlegerisch bedeutsam; massenweise hergestellt bildeten sie einen wichtigen Bestandteil des populären Wandschmucks.
Wandsprüche reichen von Bibelzitaten über einfache Sprichwörter bis hin zu Dichterzitaten. Trink- und Kernsprüche dienten als Festdekoration, etwa für Vereinsfeste, oder wurden in Gastwirtschaften aufgehängt. In der Wirtshausimagerie waren außerdem Wandsprüche mit Geboten zum Verhalten in der Gaststube weit verbreitet. Sprüche mit moralisierendem Inhalt konnten als Haussegen dienen.
Frühe Wandsprüche waren als Lithografien oder Chromolithografien gefertigt, später kamen auch gerasterte Vielfarbendrucke hinzu. Sowohl einfache plakatartige, gerahmte oder ungerahmte Blätter als auch kompliziert montierte Bilder waren möglich. Der Hintergrund der Wandsprüche war oft austauschbar, sodass er für mehrere Sprüche benutzt werden konnte.
Im Bürgertum gerieten Wandsprüche zu Beginn des 20. Jahrhunderts aus der Mode, während sie in ländliche Haushalte und Arbeiterwohnungen erst Einzug fanden.